# Премия Гуго Капета
Премия Гуго Капета (фр. prix Hugues-Capet) — французская ежегодная литературно-историческая премия, учрежденная в 1994 году.
Присуждается Ассоциацией Капетингского единства, общественной организацией, созданной Изабеллой Орлеанской-Браганса, графиней Парижской, Жаком де Бурбон-Бюссе и еще несколькими членами династии Бурбонов. Графиня Парижская была председателем жюри премии до своей смерти в 2003 году, после чего ее сменила принцесса Беатриса Бурбон-Сицилийская.
По состоянию на 2013 год в состав жюри входят принц Шарль-Филипп Орлеанский, принц Шарль-Эммануэль Бурбон-Пармский, Жак-Анри Оклер (президент ассоциации и генеральный секретарь жюри), Эва Руджьери, Эва де Кастро, Стефан Берн, Жан Шалон, Жан-Кристиан Птифис, Жан Севилья, Филипп де Сен-Робер, Пьер Карден, Ги Кошар.
Премия вручается за произведение о «короле Франции, королеве Франции, капетингском принце, одном из их предков, их супругах, их потомках, или об одном из великих деятелей королевства». Церемония присуждения проводится на светских гала-приемах — «балах принцев» в Париже, в присутствии представителей бывших владетельных домов и приглашенных артистов.
Первым в 1994 году премию, учрежденную по случаю тысячелетия со дня смерти Гуго Капета, получил политик и писатель Франсуа Байру за биографию Генриха IV. 26 января 2016 лауреатом стал Гонзаг Сен-Бри, автор биографий Франциска I (2008), Генриха IV (2009), Людовика XIV (2012) и Людовика XI (2015), награждённый за совокупность произведений.

## Лауреаты премии
- 1994 — Франсуа Байру — «Генрих IV» / Henri IV
- 1995 — Жан-Кристиан Птифис — «Людовик XIV» / Louis XIV
- 1996 — Жан-Франсуа Шьяпп — «Людовик XV» / Louis XV
- 1997 — Жан Севилья — «Цита: Императрица мужества» / Zita : Impératrice courage
- 1998 — Симон Бертьер — «Королевы Франции во времена Бурбонов: Жены Короля-Солнца» / Les Reines de France au temps des Bourbons : les Femmes du Roi-Soleil
- 1999 — Жан-Люк Гурден — «Герцогиня Менская» / La Duchesse du Maine
- 2000 — Эме Ришард — «Солнце Великого века» / Le Soleil du Grand Siècle
- 2001 — Жан Фавье — «Людовик XI» / Louis XI
- 2002 — Сабин Мелькьор-Бонне — «Людовик и Мария-Аделаида Бургундская» / Louis et Marie-Adélaïde de Bourgogne
- 2003 — Жан де Вигёри — «Людовик XVI, король-благодетель» / Louis XVI, le Roi bienfaisant
- 2004 — Жан-Пьер Тома — «Регент и кардинал Дюбуа» / Le Régent et le cardinal Dubois
- 2005 — Кристиан Буайе — «Принцесса Пфальца» / La Princesse Palatine
- 2006 — Эрик Вёрт — «Герцог Омальский» / Le Duc d'Aumale
- 2007 — Макс Галло — биография Людовика XIV (Том I. «Король-Солнце» / Le Roi-Soleil; Том II. «Зима великого короля» / L'Hiver du grand roi)
- 2008 — Жерар де Сенневиль[K 1] — «Иоланда Арагонская, королева, которая выиграла Столетнюю войну» / Yolande d'Aragon, la reine qui a gagné la guerre de Cent Ans
- 2009 — Филипп Александр и Беатрис де Л'Онуа — «Ради моего сына, ради моего короля: королева Анна, мать Людовика XIV» / Pour mon fils, pour mon roi : la reine Anne, mère de Louis XIV
- 2010 — Арно Тесье — «Луи-Филипп: последний король французов» / Louis-Philippe : le dernier roi des Français
- 2011 — Сюзанн Варга — «Филипп V, король Испании» / Philippe V, roi d'Espagne
- 2012 — Ив Комбо — «Людовик XV, неизвестный возлюбленный» / Louis XV, l'inconnu bien-aimé
- 2013 — Патрисия Бушно-Дешен — «Андре Ленотр» / André Le Nôtre[4]
- 2014 — не вручалась[5]
- 2015 — Гонзаг Сен-Бри — за совокупность произведений[3]

## Комментарии
1. ↑  Муж Франсуазы Шандернагор